# Keene (New Hampshire)
Pour les articles homonymes, voir Keene.
La ville de Keene est le siège du comté de Cheshire dans l’État du New Hampshire aux États-Unis. Lors du recensement de 2010, elle comptait 23 409 habitants.
Elle est connue pour le « Pumpkin Festival » (le festival des citrouilles), un festival annuel qui se déroule dans la rue principale. Chaque année, le festival attire à peu près 70 000 personnes. Elle l'est également pour avoir accueilli les scènes du film Jumanji de Joe Johnston.
|                              |       | Sullivan (New Hampshire) |
| Chesterfield (New Hampshire) | Keene | Swanzey (New Hampshire)  |
|                              |       |                          |

## Jumelage
L'école Keene High School ainsi que sa voisine à Swanzey, Monadnock Regional High School, participent à un échange culturel avec le lycée Lumière de Luxeuil-les-Bains, depuis 1991.

## Personnalités liées
- Alan George Lafley (né en 1947), homme d'affaires et chef d'entreprise américain